# Каменка (остров, Псковское озеро)
Каменка — третий по величине остров Чудско-Псковского озёрного комплекса после островов Пийрисар (Эстония) и Колпина (Россия), второй по величине в собственно Псковском озере. Административно является частью Печорского района Псковской области РФ (с 1945). Имеет площадь около 6 км². Расположен у западного побережья озера, от суши отделён двумя проливами в самой узкой части шириной около 500 (на севере) и 200 метров (на юге). Преобладающие глубины озера у острова 3 — 4 метра, в проливе 1 — 2 метра.

## Население
Вдоль северного и восточного берегов расположены 4 населённых пункта: Сельцы, Медово, Каменка, Рожитец. 
По оценке на конец 2000 года численность населения о́строва (суммарно четырёх деревень) составляла 90 жителей, по переписи 2002 года — 57 жителей.

## Гидрография
Остров образовался в ледниковый период. Как и другие острова Псковского озера (Колпина, Талабские острова Белова и Залита), остров Каменка каменист (откуда и его название), относительно высок, хотя западная его половина заболочена. Приближаться по воде к Каменке следует осторожно, так как в округе много подводных камней. Осенью на острове нередко наступает штормовая погода, наступают перебои с электричеством, за поставки которого отвечает Псковэнерго. Основное занятие населения — рыболовство.

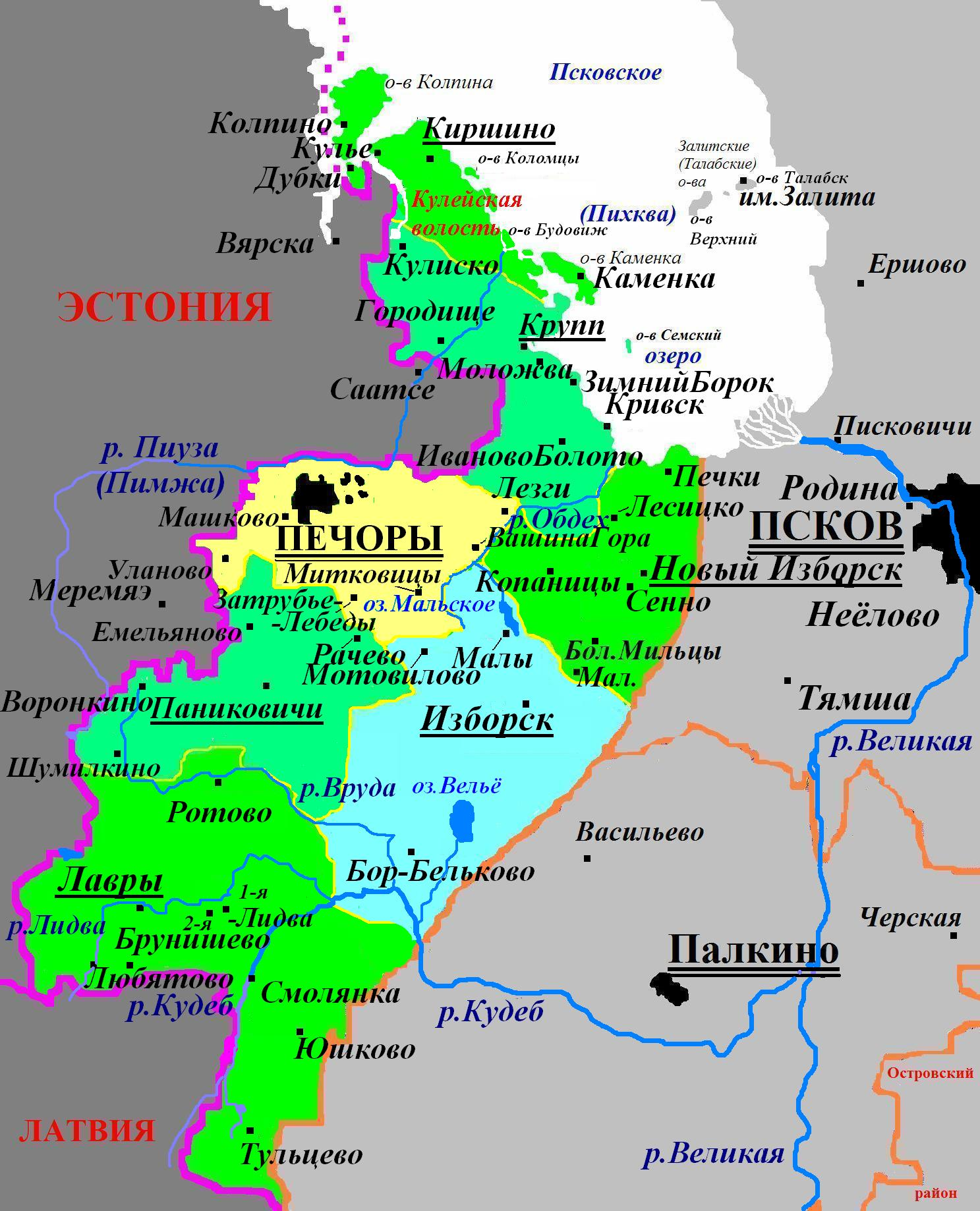
Карта Печорского района.